# ヴィンターハウゼン
ヴィンターハウゼン (ドイツ語: Winterhausen) はドイツ連邦共和国バイエルン州ウンターフランケン地方のヴュルツブルク郡の市場町で、アイベルシュタット行政共同体を構成する自治体の一つである。

## 地理
ヴィンターハウゼンはヴュルツブルク地方に位置している。

### 自治体の構成
この町は、公式にはヴィンターハウゼン地区単独で構成される。

## 歴史
かつてリムプルクのシュペックフェルト家の所領であった市場町ヴィンターハウゼンは、陪臣化によってバイエルン大公領となった。1810年に領土処理の過程でヴュルツブルク大公国に移されたが、1814年にバイエルン王国領に戻された。バイエルンの行政改革に伴う1818年の市町村令により現在の自治体が成立した。
ヴィンターハウゼンは1972年の郡域再編までオクゼンフルト郡に属したが、その後ヴュルツブルク郡に移された。

### 人口推移
- 1970年 1,320人
- 1987年 1,209人
- 2000年 1,554人

## 行政
町長はクリスティアン・ルクシュ (UWG) である。彼は2020年に町長に就任した。
町議会は、町長を含めて13人で構成される。

## 引用
1. ↑  https://www.statistikdaten.bayern.de/genesis/online?operation=result&code=12411-003r&leerzeilen=false&language=de Genesis-Online-Datenbank des Bayerischen Landesamtes für Statistik Tabelle 12411-003r Fortschreibung des Bevölkerungsstandes: Gemeinden, Stichtag (Einwohnerzahlen auf Grundlage des Zensus 2011)
2. ↑  Bayerische Landesbibliothek Online